# Rineloricaria hasemani
Rineloricaria hasemani (Рінелорікарія Гасемана) — вид риб з роду Rineloricaria родини Лорікарієві ряду сомоподібні.

## Опис
Загальна довжина сягає 13,7 см. Голова відносно велика, сплощена зверху. Морда звужена, округла на кінці. З її боків присутні подовжені одонтоди (шкіряні зубчики). Очі маленькі. Губи однакові. Рот являє собою своєрідну присоску. На нижній частині присутні рясні бахромисті вусики, з кутів рота тягнеться 1 пара вусів. Тулуб стрункий, вкрито кістковими пластинками. Спинний плавець високий, з сильним нахилом, з 1 потовщеним, жорстким променем Грудні плавці широкі, у самців є одонтоди. Перший промінь жорсткий, короткий і товстий. Черевні плавці дорівнюють розміру грудних плавців. Жировий плавець відсутній. Анальний плавець помірно широкий. Хвостове стебло дуже тонке. Хвостовий плавець з виїмкою, промінь верхньої лопаті довший за інші.
Забарвлення від блідо-коричневого, в області потилиці, спинного, анального, початку хвостового плавців проходять темні смуги, які ближче до хвостового стебла стають ширші та темніше.

## Спосіб життя
Воліє до чистої води, з високим рівнем кисню. Зустрічається у річках зі швидкою течією та піщано-кам'янистим дном. Утворює косяки. Вдень зазвичай «висить» на листі рослин, корчах або каміннях. Активна в присмерку та вночі. Живиться дрібними безхребетними і детритом.
Самиця відкладає ікру у порожнині. Самець піклується про кладку. Мальки з'являються через 7-8 діб.

## Розповсюдження
Мешкає у річках Токантінс, Укаялі та Копал.